# Redzikowo
Redzikowo (en allemand Reitz, en cachoube Redzëkòwò) est un village de Pologne qui se situe dans la commune de Słupsk.

## Histoire
En 1288, le village est mentionné dans un document dans lequel le duc Mestwin II de Pomérélie concède au couvent de prémontrés de Stolp (nom allemand, pol Słupsk) la propriété du territoire du village. Le domaine de Reitz fut ensuite successivement sous la possession des familles Woyten au XVIe siècle, puis des Somnitz et des Krockow, puis appartint au XVIIIème siècle au colonel prussien Friedrich Asmus von Bandemer, puis enfin au XIXème siècle à la famille Arnold.
En 1935 fut aménagé le champ d'aviation Stolp-Reitz, qui servit d'école d'aviation militaire.
Après la Seconde Guerre mondiale, l'expulsion de la population allemande à la suite des décrets Bierut ne s'est effectuée qu'en 1950. Ceci est dû au fait que le village et son aérodrome sont restés sous le contrôle de l'URSS jusqu'à cette date. L'aérodrome fut ensuite cédé à l'armée de l'air polonaise. Reitz fut repabtisé Redzikowo. Le village est aujourd'hui un district de la gmina Słupsk dans le powiat Słupski.

## Base militaire
Cette commune devait abriter en 2018 une des bases du système de défense antimissile de l'OTAN, la Naval Support Facility Redzikowo ou United States missile defense complex in Poland, et sera la deuxième, après Deveselu en Roumanie, équipé d'un radar AN/SPY-1 et de RIM-161 Standard Missile 3,. Les travaux ayant pris du retard, la mise en service a eu lieu le 15 décembre 2023, l'inauguration officielle à lieu le 13 novembre 2024.